# Малоарслангулово
Малоарслангу́лово (баш. Бәләкәй Арыҫланғол) — деревня в Хайбуллинском районе Башкортостана, входит в Абишевский сельсовет.

## Географическое положение
Расстояние до:
- районного центра (Акъяр): 69 км,
- центра сельсовета (Большеабишево): 3 км,
- ближайшей ж/д станции (Сара): 125 км.

Находится на правом берегу реки Сакмары.

## История
Название восходит к бәләкәй ‘маленький, малый’ и личному имени Арыҫланғол.

## Население
| 2002 | 2010 |
| ---- | ---- |
| 347  | ↗351 |

Национальный состав
Согласно переписи 2002 года, преобладающая национальность — башкиры (100 %).

## Религия
В деревне есть мечеть Зэйнэб.